# 伏見通

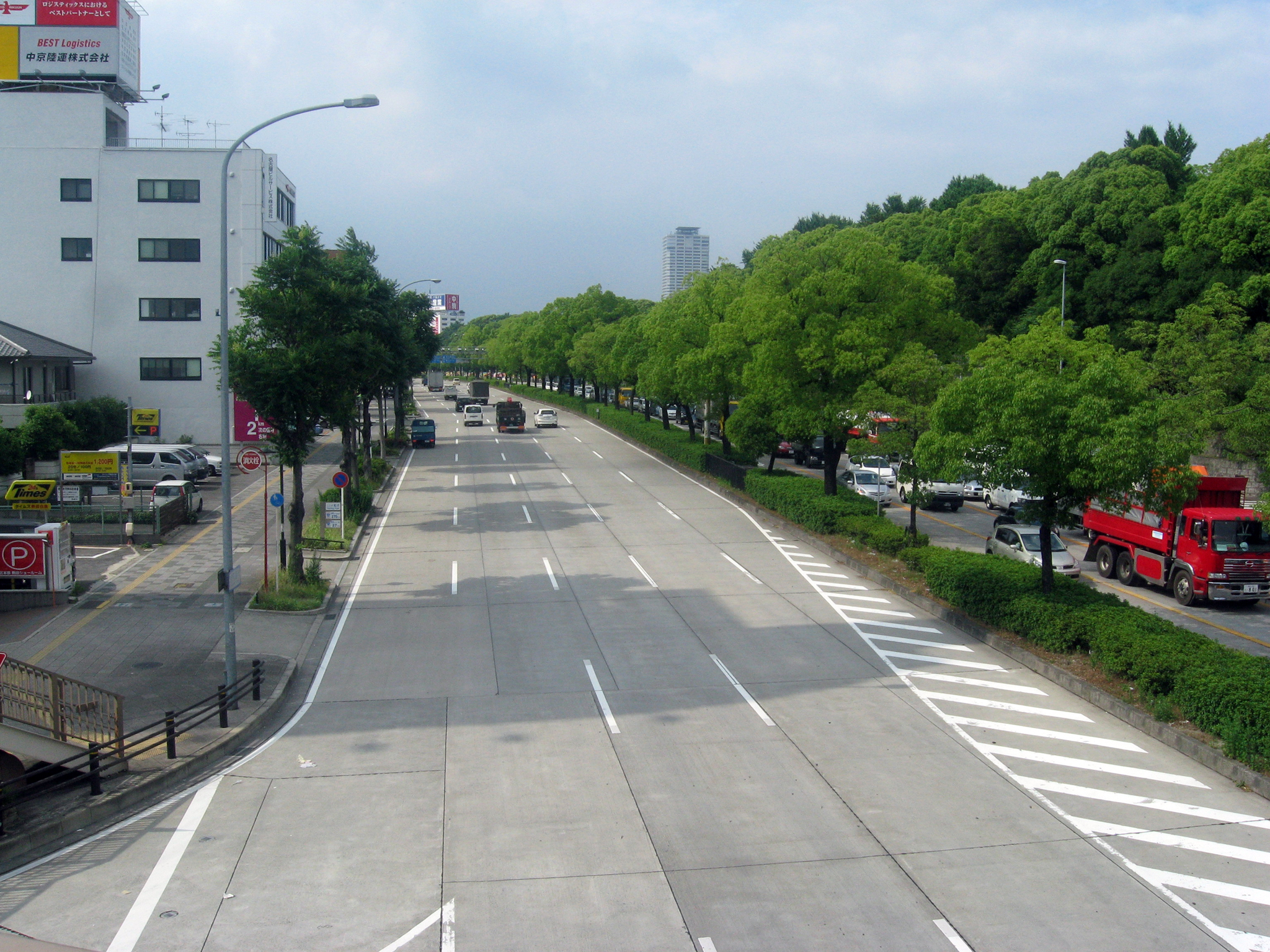
起点、熱田神宮南交差点付近

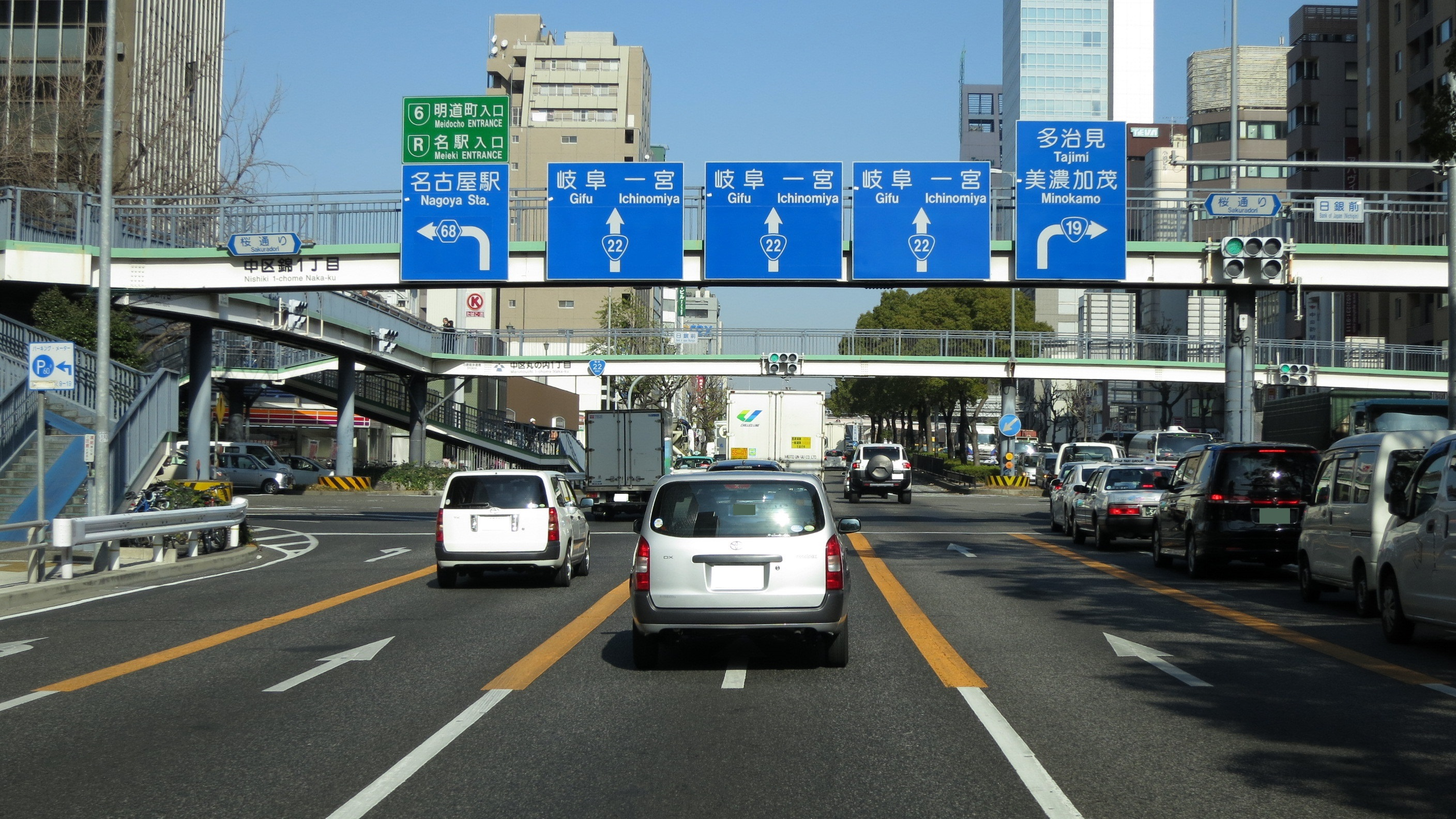
桜通と交差する日銀前交差点付近

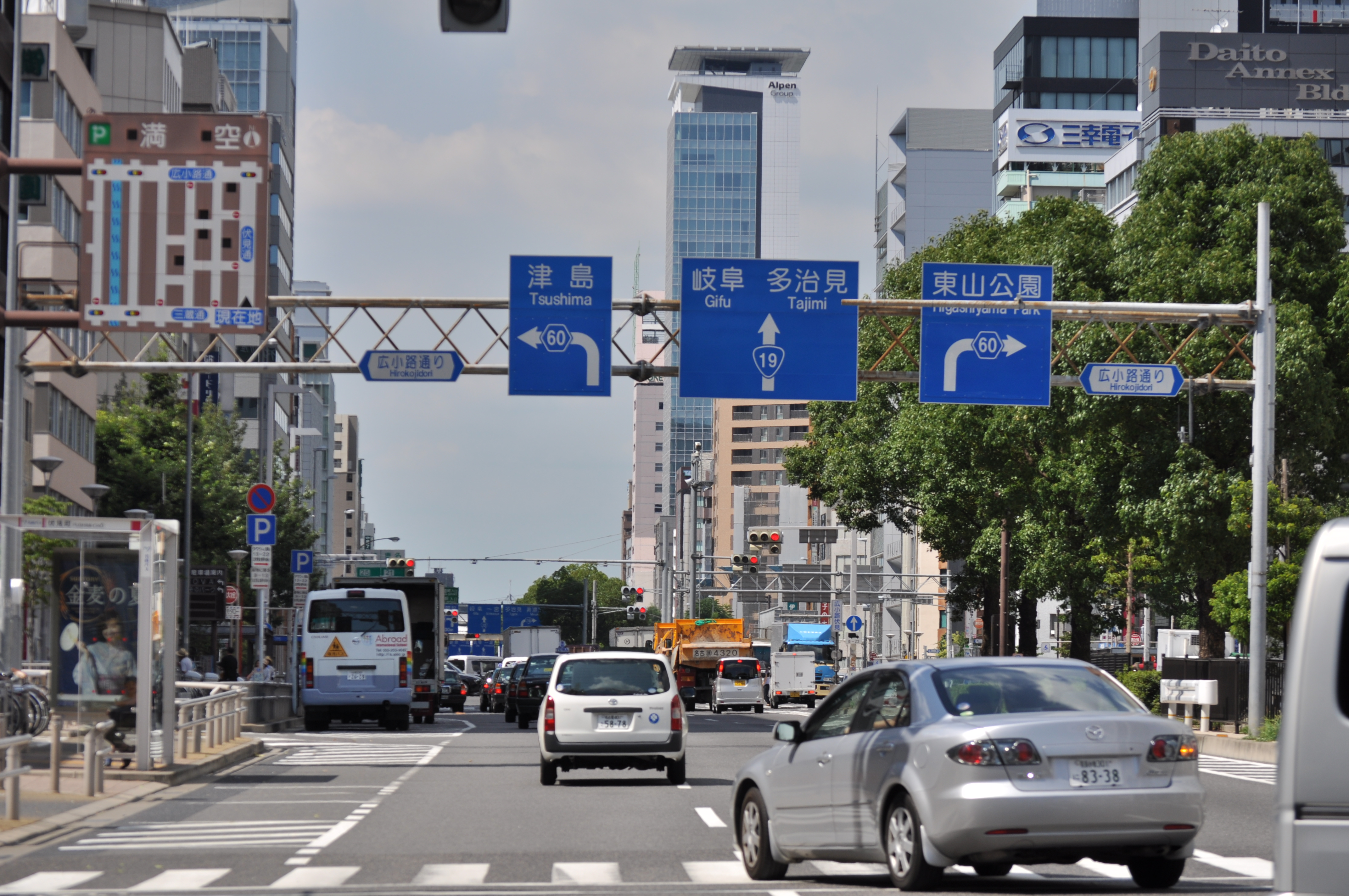
広小路通と交差する広小路伏見交差点付近

伏見通（ふしみどおり）は、愛知県名古屋市の熱田区から中区に至る南北の通りである。名古屋市の主要な通りの一つで、熱田神宮から金山（副都心）、大須、伏見、丸の内（オフィス街）を経て名古屋城までを結ぶ。
伏見通の名称は、1984年（昭和59年）に名古屋市が市内の道路の愛称を公募した際、従来から用いられていた通称をそのまま道路の愛称として制定したものである。
起点の熱田神宮南交差点から日銀前交差点までは国道19号と国道22号の重複区間、日銀前交差点から終点の三の丸1交差点までは国道22号となっている（伏見通の起点である熱田神宮南交差点は国道19号、国道22号の起点でもある）。10車線（片側5車線）の非常に広い道路（但し、日銀前交差点から若宮北交差点までの区間は、自転車道の設置により、6車線（片側3車線）であり、若宮北交差点から金山新橋南交差点まの区間は第1車線が自転車専用通行帯に指定されている。）で、起点から金山駅付近までは道路の下を地下鉄名城線が、大須付近から終点までは地下鉄鶴舞線が走っている。

## 概要
- 起点：名古屋市熱田区神宮2丁目（熱田神宮南交差点）
- 終点：名古屋市中区三の丸1丁目（三の丸1交差点）

## 通過する自治体
- 名古屋市
  - 熱田区
  - 中区

## 沿線
鉄道駅は別記

### 名古屋市熱田区
- 熱田神宮
- 熱田神宮公園
  - 熱田球場
- 名古屋市立沢上中学校

### 名古屋市中区
- 本願寺名古屋別院（西別院）
- 名古屋スポーツセンター
- 大須観音
- 白川公園
- 名古屋市消防局中消防署
- 名古屋商工会議所
- 三井住友海上しらかわホール
- 御園座
- 名古屋観光ホテル
- 名古屋商科大学大学院
- 日本銀行名古屋支店
- 愛知県図書館
- 中日新聞社本社
- 名古屋能楽堂

## 沿線の鉄道駅
- 地下鉄名城線
  - 熱田神宮西駅
  - 西高蔵駅
  - 金山駅（地下鉄名城線のほかにJR東海道本線、中央本線、名鉄名古屋本線、地下鉄名港線）
- 地下鉄鶴舞線
  - 大須観音駅
  - 伏見駅（地下鉄鶴舞線のほかに地下鉄東山線）
  - 丸の内駅（地下鉄鶴舞線のほかに地下鉄桜通線）

## 交差する道路
- 上側が南側、下側が北側。左側が東側、右側が西側。
- 交差する道路の、特記がないものは市道。

| 交差する道路                              | 交差する道路                                 | 交差する場所 | 交差する場所     | 路線番号             | 熱田神宮から （km） |
| ----------------------------------------- | -------------------------------------------- | ------------ | ---------------- | -------------------- | ------------------- |
| 国道247号半田東海方面                     |                                              |              |                  |                      |                     |
| 国道1号                                   | 国道1号                                      | 熱田区       | 熱田神宮南       | 国道19号 ・ 国道22号 | 0.0                 |
| 愛知県道224号熱田停車場線                 | 愛知県道224号熱田停車場線                    | 熱田区       | 旗屋町           | 国道19号 ・ 国道22号 | 0.8                 |
| 愛知県道29号弥富名古屋線（八熊通）        | 愛知県道29号弥富名古屋線（八熊通）           | 熱田区       | 新尾頭           | 国道19号 ・ 国道22号 | 2.1                 |
| 愛知県道115号津島七宝名古屋線（佐屋街道） | 愛知県道115号津島七宝名古屋線（佐屋街道）    | 熱田区       | 金山新橋南       | 国道19号 ・ 国道22号 | 2.3                 |
| 名古屋市道山王線（山王通）                | 名古屋市道山王線（山王通）                   | 中区         | 古渡町           | 国道19号 ・ 国道22号 | 3.4                 |
| 大須通                                    | 大須通                                       | 中区         | 西大須           | 国道19号 ・ 国道22号 | 4.2                 |
| 若宮大通                                  | 若宮大通                                     | 中区         | 若宮南           | 国道19号 ・ 国道22号 | 4.6                 |
| 若宮大通                                  | 若宮大通                                     | 中区         | 若宮北           | 国道19号 ・ 国道22号 | 4.7                 |
| 愛知県道60号名古屋長久手線（広小路通）    | 愛知県道60号名古屋長久手線（広小路通）       | 中区         | 広小路伏見       | 国道19号 ・ 国道22号 | 5.3                 |
| 錦通                                      | 錦通                                         | 中区         | 錦通伏見         | 国道19号 ・ 国道22号 | 5.5                 |
| 国道19号（桜通）多治見方面                | 愛知県道68号名古屋津島線（桜通）名古屋駅方面 | 中区         | 日銀前           | 国道19号 ・ 国道22号 | 5.9                 |
| 国道19号（桜通）多治見方面                | 愛知県道68号名古屋津島線（桜通）名古屋駅方面 | 中区         | 日銀前           | 国道22号             | 5.9                 |
| 名古屋高速都心環状線丸の内出口            | 名古屋高速都心環状線丸の内出口               | 中区         | 丸の内オフランプ | 6.1                  |                     |
| 愛知県道200号名古屋甚目寺線（外堀通）     | 愛知県道200号名古屋甚目寺線（外堀通）        | 中区         | 新御園橋         | 6.3                  |                     |
| 名古屋高速都心環状線丸の内入口            | 名古屋高速都心環状線丸の内入口               | 中区         |                  | 6.5                  |                     |
| 愛知県道215号田籾名古屋線（出来町通）     | 国道22号（菊ノ尾通）岐阜方面                 | 中区         | 三の丸1          | 6.7                  |                     |

## 交通量
2005年度（平成17年度道路交通センサスより）
平日24時間交通量（台）
- 名古屋市中区松原三丁目：63,522